# Verchovna Rada
De Verchovna Rada (Oekraïens: Верховна Рада, hoogste raad) is het Oekraïense parlement. De naam dateert uit de Sovjet-periode, toen de gehele USSR op alle niveaus werd geleid door raden (sovjets). De Verchovna Rada is de directe voortzetting van het parlement van de Oekraïense Socialistische Sovjetrepubliek, dat dezelfde naam droeg en Oekraïne op 24 augustus 1991 onafhankelijk verklaarde.

## Functie
De Verchovna Rada bestaat uit één kamer. De 450 afgevaardigden werden tot en met de verkiezingen in 2002 en wordt sinds 2012 gekozen op basis van een gemengd systeem: de ene helft (225 leden) werd gekozen in kiesdistricten (één zetel per district) waar zij een relatieve meerderheid van de stemmen moesten krijgen, de andere 225 leden werden gekozen volgens een systeem van evenredige vertegenwoordiging door middel van aan politieke partijen verbonden nationale kieslijsten. De verkiezingen in 2006 en in 2007 verliepen volledig volgens een systeem van evenredige vertegenwoordiging. Sinds de verkiezingen in 2012 worden opnieuw de 450 afgevaardigden gekozen op basis van een gemengd systeem: de ene helft (225 leden) werd gekozen in kiesdistricten (één zetel per district) waar zij een relatieve meerderheid van de stemmen moesten krijgen, de andere 225 leden werden gekozen volgens een systeem van evenredige vertegenwoordiging door middel van aan politieke partijen verbonden nationale kieslijsten.
De Verchovna Rada komt samen in een neo-klassiek gebouw aan de voelytsja Hroesjevskoho, op nummer 5, te Kiev.
Het parlement is meerdere malen het toneel geweest van vechtpartijen.

## Huidige samenstelling

Oppositieplatform — Voor het leven (OPZZh): 44 zetels
Dienaar van het Volk (SN): 242 zetels (partij van president Volodymyr Zelensky)
Voor de Toekomst (ZM): 21 zetels
Vertrouwen (Dovira): 20 zetels
Holos: 9 zetels
Gerechtigheid: 11 zetels (in kartel met Holos)
Al-Oekraïense Unie "Vaderland" (Batkivsjtsjyna): 25 zetels
Europese Solidariteit (YeS): 27 zetels
Onafhankelijk: zetels
Vacant: 27 zetels

## Onderscheidingen van de Verchovna Rada van Oekraïne
Het Erecertificaat en het Diploma van de Verchovna Rada van Oekraïne zijn onderscheidingen die de Verchovna Rada toekent voor een belangrijke bijdrage op het gebied van het openbare leven, uitmuntende sociale en politieke activiteiten, diensten aan het Oekraïense volk bij het bevorderen van de vorming en versterking van Oekraïne als een democratische, sociale en rechtsstaat, het nemen van maatregelen om de rechten en vrijheden van burgers te waarborgen, het ontwikkelen van democratie, parlementarisme en burgerschap in de samenleving, en actieve deelname aan het wetgevingsproces.

Versierselen
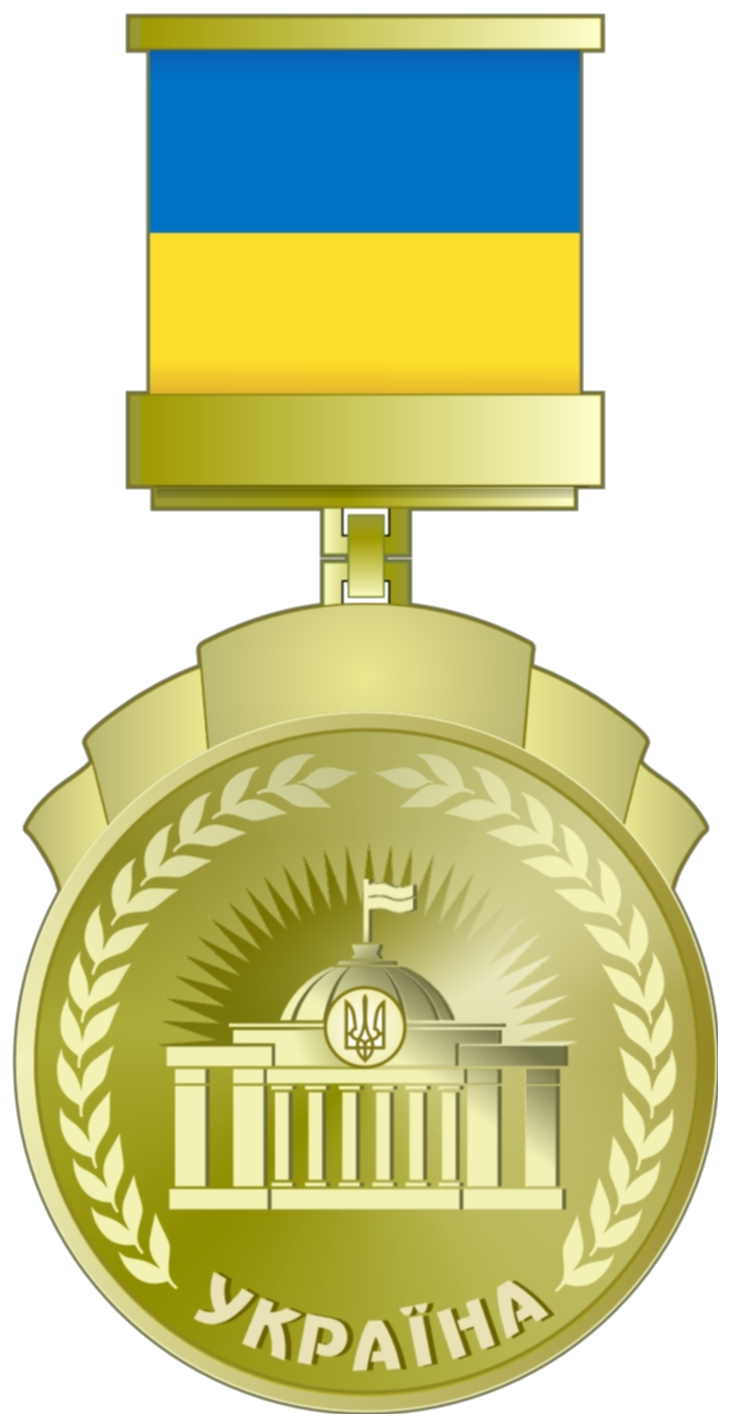
Erecertificaat
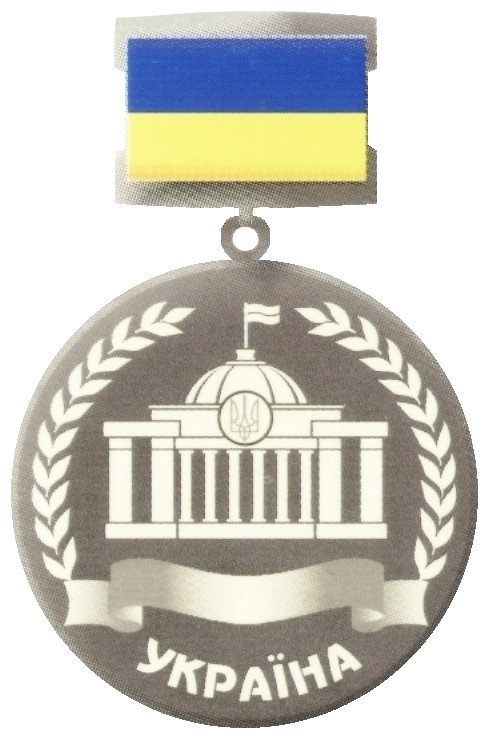
Diploma